# Marcus Mariota
Marcus Ardel Taulauniu Mariota (Honolulu, 30 ottobre 1993) è un giocatore di football americano statunitense che milita nel ruolo di quarterback per i Washington Commanders della National Football League (NFL). Fu scelto come secondo assoluto nel Draft NFL 2015 dai Tennessee Titans. Al college giocò a football per i Ducks dell'Università dell'Oregon, vincendo l'Heisman Trophy, il massimo riconoscimento individuale nel football universitario.

## Carriera universitaria

### Oregon Ducks
Dopo aver giocato a football per la St. Louis High School, ai tempi della quale fu classificato da Rivals.com come 6º miglior prospetto dello stato delle Hawaii e come 12º miglior quarterback della nazione, Mariota decise di giocare per l'Università dell'Oregon nonostante le varie proposte ricevute dall'Università delle Hawaii a Mānoa, dall'Università di Memphis, dalla University of Utah, dalla Oregon State University, dall'Università di Washington, dall'Università dell'Arizona, dall'Università di Notre Dame, da UCLA e da USC.

#### Stagione 2012

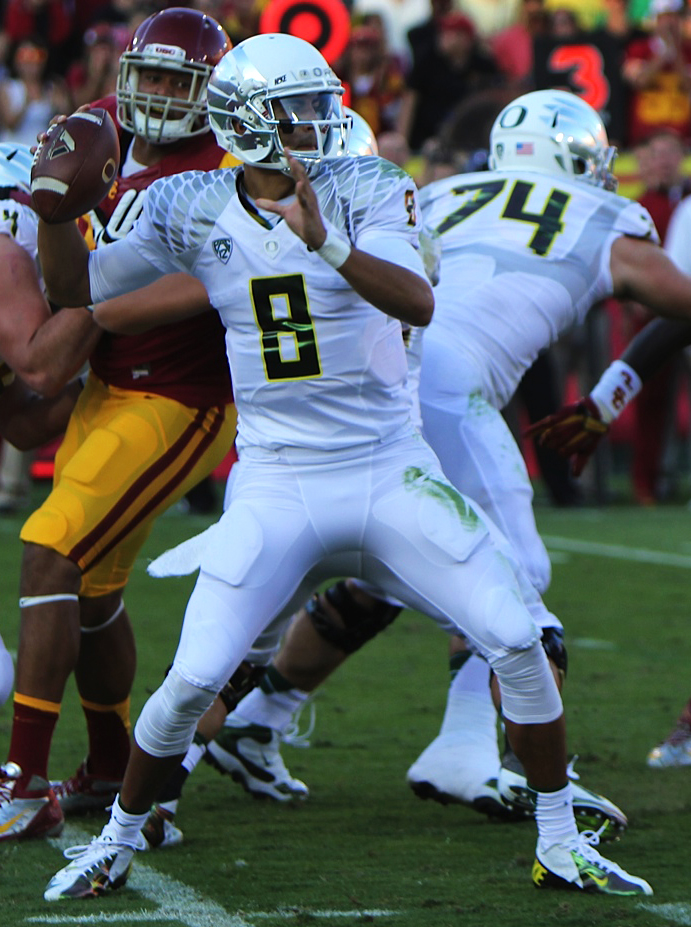
Mariota nel 2012 contro USC

Redshirt nel 2011 (poteva allenarsi ma non disputare incontri ufficiali), Mariota fu promosso quarterback titolare già nel 2012 quando Darron Thomas decise di rendersi eleggibile per il Draft NFL 2012, guidando i Ducks alla vittoria nel Fiesta Bowl al termine del quale venne anche eletto MVP grazie ad una prestazione da 12 completi su 24 per 166 yard e 2 touchdown su passaggio e da 62 yard e 1 touchdown su corsa. Mariota terminò la stagione con 230 completi su 336 passaggi per 2677 yard e 32 touchdown e una percentuale di passaggi completati del 68,45, di poco inferiore al 68,5 % fatto registrare da Sam Bradford nel 2007 che rappresenta il record NCAA relativo ad un freshman.

#### Stagione 2013
Nel 2013 Mariota aprì la stagione guidando subito i Ducks ad una netta vittoria per 66-3 sui Nicholls State Colonels con 12 passaggi completati su 21 per 234 yard ed un touchdown e con 113 yard corse e 2 touchdown. La settimana seguente corse 122 yard ed un touchdown (da 71 yard) per una media di 30,5 yard a portata. Inoltre lanciò 14 passaggi completati su 28 per 199 yard e 2 touchdown che consentirono ai Ducks di battere 59-10 i Virginia Cavaliers.
Nella settimana 3 per i Ducks arrivò contro i Tennessee Volunteers la terza vittoria consecutiva in stagione grazie ad una prestazione da 23 passaggi completati su 33 per 456 yard e 4 touchdown di Mariota, che divenne il primo quarterback dei Ducks a lanciare almeno 400 yard in una singola partita dal 2005. Altre due vittorie arrivarono nelle due settimane successive contro i California Golden Bears ed i Colorado Buffaloes in cui passò rispettivamente per 114 yard e 2 touchdown e per 355 yard e 5 touchdown, facendo registrare contro Colorado anche il nuovo passaggio da touchdown più lungo in carriera (75 yard).
Nella settimana 6, Mariota terminò con 24 passaggi completati su 31 per 366 yard e 3 touchdown, correndo per 88 yard ed un touchdown e guidando Oregon alla sesta vittoria in stagione contro i Washington Huskies per 45-24. Fu questa la sesta partita consecutiva senza neanche un intercetto lanciato, diventando uno dei favoriti per la vittoria del prestigioso Heisman Trophy.
Mariota subì una parziale rottura del legamento mediale collaterale contro UCLA il 26 ottobre ma continuò a giocare per tutto il resto della stagione. Dopo un inizio con un record di 8-0 per i Ducks, il quarterback apparve nella copertina del 4 novembre 2013 di Sports Illustrated venendo proclamato il favorito numero uno per l'Heisman, prima che  Oregon (numero 2 del tabellone) perdesse contro Stanford (numero 6) il 7 novembre. Malgrado la squadra avesse terminato con un record di 11-2 e nei primi dieci del tabellone, la stagione fu considerata in un certo modo una delusione dal momento che i Ducks non raggiunsero un Bowl BCS per la prima volta dal 2008. Ad ogni modo, Oregon conquistò l'Alamo Bowl 2013 battendo Texas 30-7, in cui Marcus fu premiato come miglior giocatore offensivo della gara, in cui corse 133 yard su 15 tentativi e terminò con 386 yard totali. La sua annata terminò con 4.380 yard guadagnate complessivamente in attacco, diventando il primo giocatore di Oregon a superare le 4.000 yard in una stagione.

#### Stagione 2014

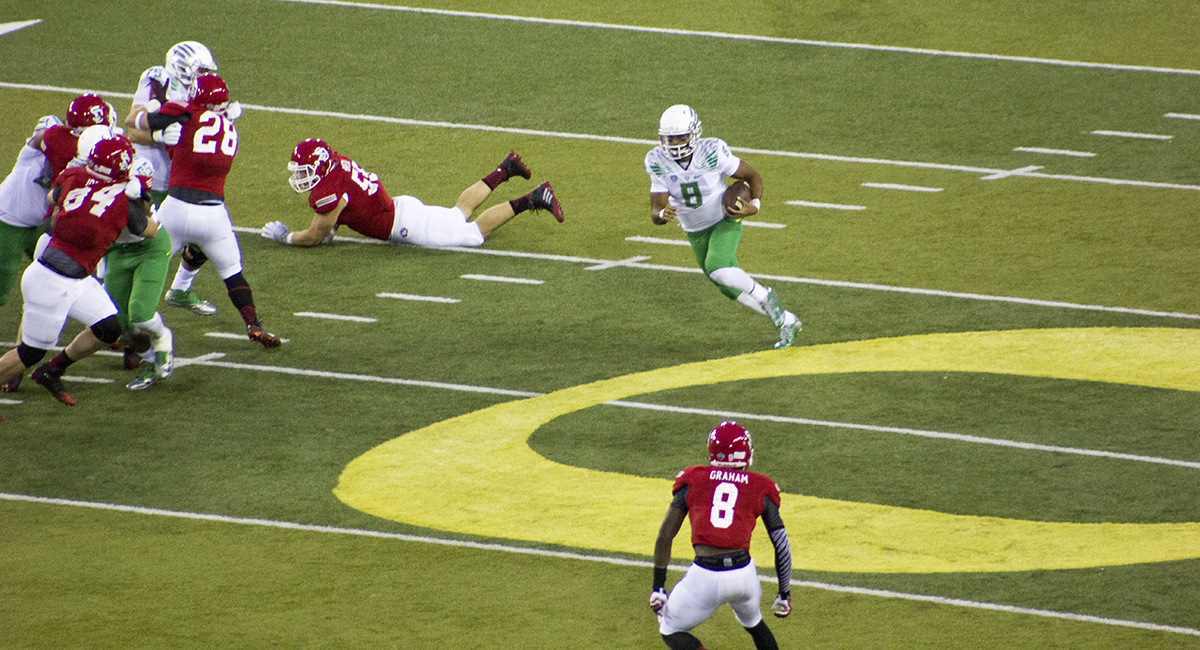
Una corsa di Mariota contro South Dakota nel 2014.

Considerato da diversi analisti a inizio stagione il favorito per la vittoria dell'Heisman Trophy, nel 2014 Mariota tra touchdown passati e segnati su corsa, disputò dieci diverse gare con almeno quattro TD (contro le tre dell'anno precedente) e per quattro volte ne segnò almeno cinque. Inoltre passò almeno due touchdown in ogni partita, almeno tre in sette partite e almeno quattro in tre gare. Fu premiato per tre volte come giocatore offensivo della settimana della Pac-12 e a dicembre come giocatore offensivo dell'anno della conference. Le sue prestazioni furono così convincenti che alcuni tifosi dei Tennessee Titans iniziarono una campagna chiamata 'Suck For The Duck' chiedendo alla squadra di perdere le restanti partite per potere scegliere Marcus nel Draft. Oregon chiuse al secondo posto nel ranking NCAA, vincendo il titolo della Pac-12 (di cui fu premiato miglior giocatore della finale), ottenendo la possibilità di disputare il Rose Bowl e la qualificazione per i primi playoff della storia del college football.
L'8 dicembre, Mariota fu annunciato come uno dei tre finalisti dell'Heisman Trophy, assieme al running back di Wisconsin Melvin Gordon e al wide receiver di Alabama Amari Cooper, vincendo con il 90,9% dei voti disponibili, la terza percentuale più alta di tutti i tempi. Fu il primo giocatore della storia dei Ducks e il primo di nascita hawaiana ad aggiudicarsi questo riconoscimento. Fu premiato inoltre con il Walter Camp Award e il Maxwell Award, altri due premi destinati al miglior giocatore dell'anno, e con il Davey O'Brien Award, assegnato al miglior quarterback della nazione.
Il 1º gennaio 2015 nel Rose Bowl, Mariota e i Ducks affrontarono i Florida State Seminoles di Jameis Winston, campioni in carica e imbattuti da 29 partite. In quello che fu solamente il terzo scontro nei playoff tra vincitori dell'Heisman Trophy, Oregon si qualificò per la finale di campionato vincendo per 59-20, col quarterback che passò 338 yard, 2 touchdown, segnò un TD su corsa e subì il suo terzo intercetto stagionale. La corsa dei Ducks al primo titolo di campioni nazionali si interruppe a un passo dal successo in finale contro Ohio State in una gara in cui il gioco sulle corse dei Buckeyes tenne Mariota fuori dal campo di gioco per la maggior parte del tempo. La sua prova si concluse completando 24 passaggi su 37 per 333 yard, due touchdown e un intercetto, senza mai trovare un ritmo adeguato.
Vittorie e premi
College
- Fiesta Bowl (2012)
- Alamo Bowl (2013)
- Pac-12 Championship (2014)
- Rose Bowl (2014)

Individuale
- Heisman Trophy (2014)
- Maxwell Award (2014)
- Walter Camp Award (2014)
- Davey O'Brien Award (2014)
- Manning Award (2014)
- Unanimous All-American (2014)
- Giocatore offensivo dell'anno della Pac-12 (2014)
- MVP del Pac-12 Championship Game (2014)
- MVP del Fiesta Bowl (2012)
- MVP offensivo dell'Alamo Bowl (2013)
- Pac-12 Offensive Freshman dell'anno (2012)

Statistiche al college
|          |         |      | Passaggi | Passaggi | Passaggi | Passaggi | Passaggi | Passaggi | Passaggi | Passaggi | Corse | Corse | Corse | Corse | Ricezioni | Ricezioni | Ricezioni | Ricezioni |
| Stagione | Squadra | V-S  | Comp     | Tent     | % Comp   | Yard     | TD       | INT      | RAT      | QBR      | Ten   | Yard  | Media | TD    | Ric       | Yard      | Avg       | TD        |
| 2012     | Oregon  | 12-1 | 230      | 336      | 68,52    | 2.677    | 32       | 6        | 163,22   | 86,22    | 106   | 7524  | 7.1   | 5     | 1         | 2         | 2.0       | 14        |
| 2013     | Oregon  | 11-2 | 245      | 386      | 63,5     | 3.665    | 31       | 4        | 167,72   | 88,02    | 96    | 715   | 7.44  | 9     | 0         | 0         | 0         | 0         |
| 2014     | Oregon  | 12-1 | 254      | 372      | 68,3     | 3.783    | 38       | 2        | –        | –        | 117   | 669   | 5,7   | 14    | 1         | 26        | 26,0      | 1         |
| Totale   | Oregon  | 35-4 | 729      | 1094     | 66,6     | 10.125   | 101      | 12       | –        | –        | 319   | 2.136 | 6,7   | 28    | 2         | 28        | 14,0      | 2         |

1 - Leader NCAA 

2 - Leader della Pac-12 

3 - Leader NCAA (QB)

4 - Leader della Pac-12 (QB)

## Carriera professionistica

### Tennessee Titans

#### Stagione 2015
Durante il corso del 2013 Mariota fu inserito tra i migliori prospetti eleggibili nel Draft NFL 2014, venendo pronosticato per una chiamata al primo giro, tuttavia il 3 dicembre 2013 annunciò che sarebbe rimasto ancora un anno in forza agli Oregon Ducks rimandando così l'appuntamento con il Draft NFL. Il 14 gennaio 2015, Mariota annunciò la sua intenzione di rinunciare all'ultimo anno di college e rendersi eleggibile per il Draft NFL 2015. Il 30 aprile 2015 fu scelto dai Tennessee Titans come secondo assoluto.
Mariota debuttò come professionista il 13 settembre 2015 contro il giocatore scelto prima di lui nel draft, Jameis Winston, e i suoi Tampa Bay Buccaneers. Marcus passò 209 yard e 4 touchdown nella vittoria per 42-14, stabilendo diversi primati per una gara di debutto: fu il primo giocatore della storia a terminare con un passer rating perfetto di 158,3, il primo a passare 4 touchdown nel primo tempo e quei quattro TD pareggiarono il record dell'Hall of Famer Fran Tarkenton. Per questa prova fu premiato come miglior giocatore offensivo della AFC della settimana e come rookie della settimana. Con due TD passati nel terzo turno contro i Colts, Mariota arrivò a quota otto, pareggiando il record NFL nelle prime tre gare in carriera stabilito da Mark Rypien nel 1988. Quattro giorni dopo, fu premiato come rookie offensivo del mese.
Nel sesto turno contro i Miami Dolphins, Mariota subì un infortunio al legamento mediale collaterale che gli impedì di essere in campo nelle due gare successive. Tornò in campo nella settimana 9 contro i Saints, nella prima partita dopo il licenziamento dell'allenatore Ken Whisenhunt. Grazie a un passaggio da touchdown per Anthony Fasano nei tempi supplementari, portò i Titans ad interrompere una striscia di sei sconfitte consecutive, terminando con 28 passaggi completati su 39 tentativi, per 371 yard e 4 touchdown. Divenne così il primo quarterback rookie della storia della NFL ad avere disputato due gare con quattro passaggi da touchdown e nessun intercetto subito. Per la seconda volta fu premiato come giocatore offensivo della AFC della settimana e per la prima come quarterback della settimana.
Nella settimana 13 contro i Jaguars, Mariota segnò il touchdown del sorpasso con una corsa da 87 yard a metà del quarto periodo di gioco, guadagnando la prima vittoria in carriera in casa e interrompendo una striscia di 11 risultati negativi tra le mura amiche per Tennessee. La sua gara terminò con 368 yard passate, 3 TD e un intercetto. Sette giorni dopo, Mariota ricevette il primo passaggio in carriera, che trasformò in touchdown da 41 yard, l'unica nota positiva di una sconfitta per 30-8 contro i Jets. Nel primo tempo del quindicesimo turno contro i Patriots, Mariota subì una lesione al legamento mediale collaterale che lo costrinse a chiudere la sua stagione con due gare di anticipo. La sua annata da rookie si concluse così con 2.818 yard passate, 19 touchdown e 10 intercetti per un passer rating di 91,5 in 12 presenze.

#### Stagione 2016
Nella settimana 10 contro i Green Bay Packers, Mariota guidò i Titans alla vittoria per 47-25 passando 295 yard e 4 touchdown che gli valsero i premi di miglior giocatore offensivo della AFC della settimana e di quarterback della settimana. Alla fine del mese, Mariota fu premiato come miglior giocatore offensivo della AFC di novembre, in cui passò 1.124 yard e 11 touchdown a fronte di due soli intercetti, con Tennessee che ebbe un record di 2-2. La sua stagione si chiuse nel penultimo turno, mentre i Titans con 8 vittorie e 6 sconfitte erano ancora in corsa per un posto nei playoff, quando si ruppe il perone destro contro i Jacksonville Jaguars. Mariota terminò così la sua seconda annata con 3.426 yard passate, 26 touchdown e 9 intercetti subiti.

#### Stagione 2017
I Titans iniziarono la stagione con un record di 2-2 con Mariota che fu costretto a lasciare del gara del quarto turno contro i Texans per un infortunio al tendine del ginocchio che gli fece saltare anche la partita successiva. Tornò in campo nel Monday Night Football della settimana 6 vinto contro i Colts. Nel decimo turno passò al running back DeMarco Murray il touchdown della vittoria a 36 secondi dal termine consentendo ai Titans di battere i Cincinnati Bengals e salire a un record di 6-3. Nell'ultimo turno della stagione regolare, con in palio un posto nei playoff, Mariota e i Titans batterono i Jacksonville Jaguars vincitori della division per 15-10. riportando la squadra alla post-season per la prima volta dal 2008. La sua annata si chiuse con 3.232 yard passate, 13 touchdown passati e altri 5 segnati su corsa. I suoi 5 drive vincenti furono il miglior risultato della NFL mentre i 15 intercetti subiti furono invece il terzo peggior risultato della lega.

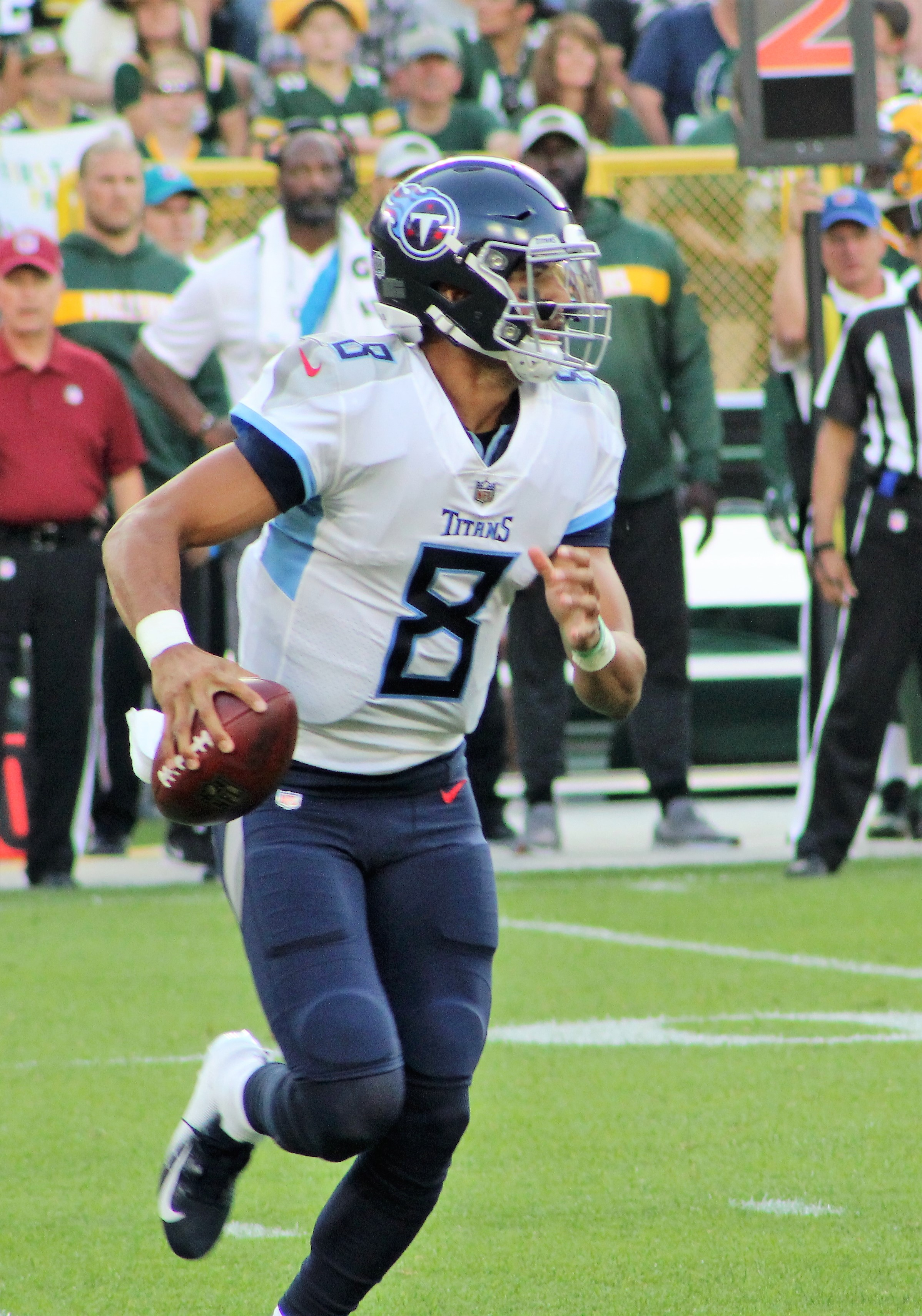
Mariota nella pre-stagione 2018

Per la prima gara di playoff in carriera, Mariota e i Titans viaggiarono a Kansas City per affrontare i Chiefs vincitori della AFC West division. In svantaggio per 21-3 alla fine del primo tempo, Tennessee riuscì a rimontare e a vincere 22-21 nel secondo. In quella partita, Mariota divenne il secondo giocatore della storia della NFL a passare un touchdown a se stesso dopo che il pallone era stato ribattuto da un difensore sul suo lancio. Brad Johnson vi era riuscito nel 1997 ma Mariota fu il primo quarterback a farlo nei playoff. La stagione di Tennessee si chiuse nel turno successivo contro i New England Patriots campioni in carica perdendo per 35-14, in una gara in cui Mariota passò 254 yard e 2 touchdown ma subì anche 7 sack.

#### Stagione 2018
Nel quarto turno della stagione 2018, Mariota guidò i Titans a rimontare uno svantaggio di 14 punti contro i Philadelphia Eagles campioni in carica fino alla vittoria nei supplementari. La sua prestazione si concluse con 30 passaggi completati su 43, con 2 touchdown passati e uno segnato su corsa, venendo premiato come giocatore offensivo della AFC della settimana.
Nella settimana 10 Mariota guidò i Titans alla prima vittoria sui Patriots dal 2002 con 228 yard passate, 2 touchdown e nessun intercetto subito. Nel penultimo turno si infortunò nella vittoria contro i Washington Redskins non potendo così essere in campo nell'ultima decisiva partita in cui i Titans si giocavano la qualificazione ai playoff. La squadra uscì così sconfitta dai Colts e il quarterback terminò la stagione con un minimo in carriera di 11 touchdown passati.

#### Stagione 2019
Nel sesto turno contro i Denver Broncos, Mariota fu sostituito per scelta tecnica da Ryan Tannehill dopo avere subito 2 intercetti. Quest'ultimo fu poi nominato titolare per la gara della settimana 7 portando i Titans fino alla finale della American Football Conference..

### Las Vegas Raiders
Il 16 marzo 2020 Mariota firmò con i Las Vegas Raiders per fungere da riserva di Derek Carr.

### Atlanta Falcons
Il 21 marzo 2022 Mariota firmò un contratto biennale del valore di 18,75 milioni di dollari con gli Atlanta Falcons. La prima vittoria con la nuova maglia giunse nel terzo turno in casa dei Seattle Seahawks in cui passò un touchdown e ne segnò un altro su corsa. Nel sesto turno fu premiato come giocatore offensivo della NFC della settimana dopo avere completato 13 passaggi su 14 (92,9%), per 129 yard e 2 touchdown oltre a 50 yard corse e una terza marcatura su corsa. Dopo un record di 5-8 nelle prime 14 giornate, i Falcons scelsero di puntare sul rookie Desmond Ridder, spostando Mariota in panchina per scelta tecnica. Chiuse così con 2.219 yard passate, 15 touchdown, 9 intercetti e 4 touchdown su corsa.
Il 28 febbraio 2023 Mariota fu svincolato dopo una stagione.

### Philadelphia Eagles
Il 16 marzo 2023 Mariota firmò con i Philadelphia Eagles un contratto di un anno del valore di 5 milioni di dollari.

### Washington Commanders
Il 14 marzo 2024 Mariota firmò con i Washington Commanders. Nel settimo turno subentrò all'infortunato rookie Jayden Daniels prima della fine del primo quarto, giocando bene e terminando con 18 passaggi completati su 23 per 205 yard e 2 touchdown nella vittoria sui Panthers per 40-7. Nell'ultimo turno sostituì Daniels nel secondo tempo, in cui guidò il drive della vittoria sui Dallas Cowboys e terminando con 15 passaggi completati su 18, per 161 yard, 2 touchdown passati e uno segnato su corsa.
Il 12 marzo 2025 Mariota firmò un nuovo contratto di un anno del valore di 8 milioni di dollari.

## Palmarès
- Giocatore offensivo della AFC del mese: 1

novembre 2016
- Giocatore offensivo della AFC della settimana: 4

1ª e 9ª del 2015, 10ª del 2016, 4ª del 2018
- Giocatore offensivo della NFC della settimana: 1

6ª del 2022
- Quarterback della settimana: 2:

9ª del 2015, 10ª del 2016
- Rookie offensivo del mese: 1

settembre 2015
- Rookie della settimana: 1

1ª del 2015

## Statistiche

### Stagione regolare
| 2015   | TEN    | 12 | 12 | 230   | 370   | 62,2 | 2.818  | 19 | 10 | 91,5 | 34  | 252   | 7,4 | 2  | 38  | 258   | 10 | 6  | 3–9–0   |
| 2016   | TEN    | 15 | 15 | 276   | 451   | 61,2 | 3.426  | 26 | 9  | 95,6 | 60  | 349   | 5,8 | 2  | 23  | 156   | 9  | 5  | 8–7–0   |
| 2017   | TEN    | 15 | 15 | 281   | 453   | 62,0 | 3.232  | 13 | 15 | 79,3 | 60  | 312   | 5,2 | 5  | 27  | 173   | 2  | 1  | 9–6–0   |
| 2018   | TEN    | 14 | 13 | 228   | 331   | 68,9 | 2.528  | 11 | 8  | 92,3 | 64  | 357   | 5,6 | 2  | 42  | 243   | 9  | 2  | 7–6–0   |
| 2019   | TEN    | 7  | 6  | 95    | 160   | 59,4 | 1.203  | 7  | 2  | 92,3 | 24  | 129   | 5,4 | 0  | 25  | 162   | 3  | 0  | 2–4–0   |
| 2020   | LV     | 1  | 0  | 17    | 28    | 60,7 | 226    | 1  | 1  | 83,3 | 9   | 88    | 9,8 | 1  | 0   | 0     | 0  | 0  | 0–0–0   |
| 2021   | LV     | 10 | 0  | 1     | 2     | 50,0 | 4      | 0  | 0  | 56,2 | 13  | 87    | 6,7 | 1  | 0   | 0     | 1  | 0  | 0–0–0   |
| 2022   | ATL    | 13 | 13 | 184   | 300   | 61,3 | 2.219  | 15 | 9  | 88,2 | 85  | 438   | 5,2 | 4  | 28  | 195   | 8  | 4  | 5–8–0   |
| 2023   | PHI    | 3  | 0  | 15    | 23    | 65,2 | 164    | 1  | 1  | 82,5 | 8   | 52    | 6,5 | 0  | 3   | 11    | 1  | 0  | 0–0–0   |
| Totale | Totale | 90 | 74 | 1.327 | 2.118 | 62,7 | 15.820 | 93 | 55 | 89,2 | 357 | 2.064 | 5,8 | 17 | 186 | 1.198 | 43 | 18 | 34-40-0 |

### Play-off
| 2017   | TEN    | 2 | 2 | 41 | 68 | 60,3  | 459 | 4 | 1 | 93,9 | 12 | 83 | 6,9 | 1 | 10 | 62 | 1-1 |
| 2019   | TEN    | 3 | 0 | 1  | 1  | 100,0 | 4   | 0 | 0 | 83,3 | 1  | 5  | 5,0 | 0 | 0  | 0  | 0-0 |
| Totale | Totale | 5 | 2 | 42 | 69 | 60,9  | 463 | 4 | 1 | 94,1 | 13 | 88 | 6,8 | 1 | 10 | 62 | 1-1 |

Fonte: Football Database

## Record

### Record NFL
- Primo giocatore a terminare la gara di debutto con un passer rating perfetto: 13 settembre 2015[53]
- Giocatore più giovane a termine una gara con un passer rating perfetto (21 anni e 318 giorni): 13 settembre 2015[54]
- Giocatore più giovane ad avere lanciato 4 touchdown nella stessa partita (21 anni e 318 giorni): 13 settembre 2015[55]
- Maggior numero di passaggi da touchdown nel primo tempo della prima gara in carriera: 4 (condiviso con Jameis Winston e Deshaun Watson), il 13 settembre 2015[55]
- Secondo rookie ad avere lanciato almeno 4 touchdown nella prima partita della stagione: 13 settembre 2015 (il primo fu Fran Tarkenton, il 17 settembre 1961)[56]
- Primo giocatore ad avere lanciato 6 touchdown nelle prime due partite della sua carriera professionistica[57]
- Maggior numero di touchdown lanciati nelle prime tre partite della propria carriera professionistica: 8 (condiviso con Mark Rypien)[58]
- Primo rookie ad avere segnato 4 touchdown in due diverse partite, senza intercetti[59]
- Maggior numero di partite con almeno 3 touchdown lanciati da un rookie: 4 (condiviso con Peyton Manning, Dak Prescott e Deshaun Watson)[60]
- Maggior numero di partite con almeno 2 passaggi da touchdown nelle proprie prime due stagioni professionistiche: 16 (condiviso con Peyton Manning e Russell Wilson)[senza fonte]
- Primo giocatore ad avere passato almeno 250 iarde con 3 touchdown, e corso più di 100 iarde nella stessa partita (con 1 td): 6 dicembre 2015[61]
- Primo giocatore ad avere lanciato e ricevuto un touchdown in una partita di playoff: 6 gennaio 2018[62]
- Primo giocatore ad avere lanciato un touchdown a sé stesso in una partita di playoff: 6 gennaio 2018[62]

### Record dei Titans
- Maggior numero di touchdown lanciati da un rookie: 19[63]
- Maggior numero di passaggi completati da un rookie, da quando la franchigia è stata spostata nel Tennessee (1997): 230[64]
- Maggior numero di iarde lanciate in una stagione da un rookie, da quanto la franchigia è stata spostata nel Tennessee: 2.818[65]
- Maggior numero di passaggi tentati da un rookie, da quanto la franchigia è stata spostata nel Tennessee: 370[66]
- Maggior numero di iarde corse da un quarterback in una partita: 112[67]
- Corsa più lunga di un quarterback: 87 iarde[68]
- Più giovane quarterback a lanciare più di 300 iarde in una partita, da quanto la franchigia è stata spostata nel Tennessee: 21 anni e 332 giorni, il 27 settembre 2015[69]
- Primo quarterback a ricevere in touchdown[senza fonte]
- Primo quarterback a ricevere un passaggio da sé stesso[62]
- Primo rookie a partire titolare nel ruolo di quarterback già alla prima giornata[70]
- Più alta percentuale di passaggi completati da un rookie: 62,2%[71]